# Autobahnkreuz Münster-Süd
Autobahnkreuz Münster-Süd (AK Münster-Süd, Kreuz Münster-Süd) – węzeł drogowy na skrzyżowaniu autostrad A1 i A43 w kraju związkowym Nadrenia Północna-Westfalia w Niemczech. Nazwa węzła pochodzi od miasta Münster.
| Z                    | Do                | Średnie dzienne natężenie ruchu |
| -------------------- | ----------------- | ------------------------------- |
| AS Münster-Nord (A1) | AK Münster-Süd    | 57 800                          |
| AK Münster-Süd       | AS Ascheberg (A1) | 53 700                          |
| Knoten Münster (B51) | AK Münster-Süd    | 55 800                          |
| AK Münster-Süd       | AS Senden (A42)   | 60 300                          |

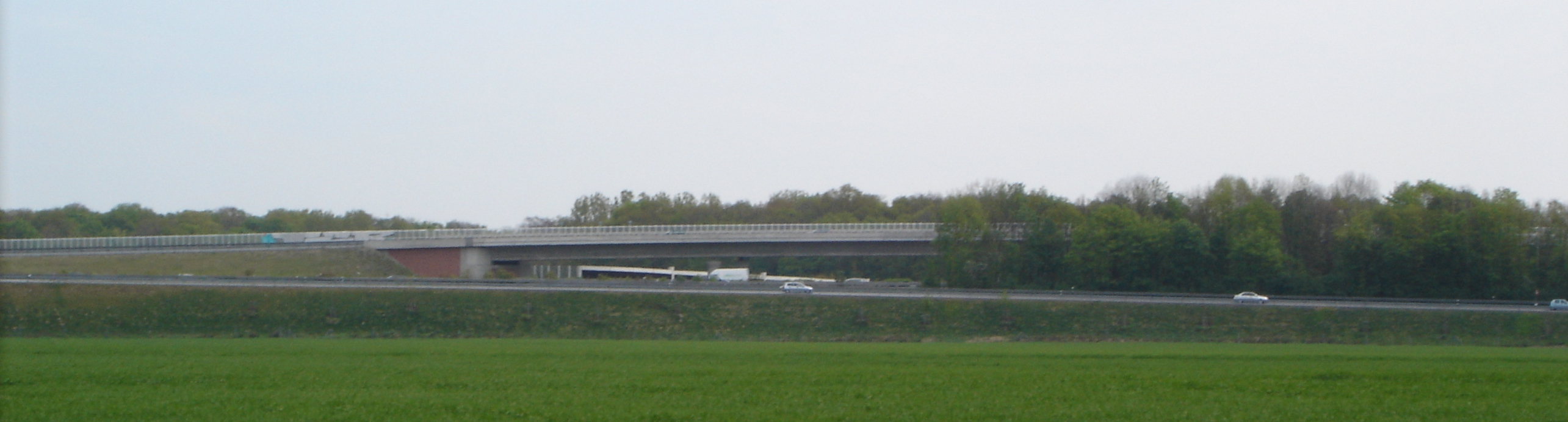
Widok na przebudowany węzeł Münster-Süd.